# 도그마 (영화)
《도그마》(영어: Dogma)는 1999년 개봉한 미국의 판타지 코미디 영화이다. 케빈 스미스가 감독하였으며, 뷰 어스큐니버스 네 번째에 해당하는 작품이다. 벤 애플렉, 맷 데이먼, 조지 칼린, 린다 피오렌티노, 살마 하예크, 앨런 리크먼, 제이슨 뮤스 등이 출연하였다. 얼래니스 모리셋의 장편 영화 데뷔작이다.

## 줄거리
2000년 전 천사 로키는 술에 취한 상태에서 동료 천사 바틀비의 제안으로 "죽음의 천사"직에서 충동적으로 사직하면서 불복종을 이유로 천국에서 위스콘신주로 영구 추방되었다.
천국으로 귀환하고 싶어하던 이 두 타락천사들은 이그네이셔스 글릭 추기경이 뉴저지주 레드뱅크의 성당을 재봉헌하는 축제 기간에 성당에 들어가는 자는 누구나 조건 없는 전대사를 받아 모든 죄가 사해질 거라는 소식을 알게 된다. 바틀비와 로키가 이 의례를 거치고 인간 형태로 죽는다면 천국으로의 귀환이 가능해진다.
그러나 이들이 귀환을 하면 신의 말씀을 뒤집는 셈이 되어 세계의 근본 섭리인 신의 전능성이 흔들려 전 존재가 무효화되고 세계가 소멸해 버릴 예정이다. 이들을 부추긴 것은 바로 악령 아즈라엘이며, 지옥에서 아즈라엘을 모시며 지구에서는 10대 불량배 모습을 하고 있는 스틱스 세 쌍둥이가 음모를 보조하는 중이다. 한편 하느님은 아케이드 게임을 하려고 인간 모습으로 뉴저지를 방문한 뒤로 행방불명이 된 상태이다.
치천사 메타트론은 일리노이주 맥헨리 임신 중절 병원에서 상담사로 일하는 예수의 마지막 후예 베서니를 찾아와 상황을 설명하고, 도움을 줄 두 명의 선지자가 하필 대마를 상용하는 마약상 제이와 사일런트 밥이라는 암시를 준다. 이를 반신반의하던 배서니는 실제로 우연히 제이와 밥을 만나 여정을 함께 하게 된다. 이어 13번째 사도 루푸스, 현재 스트리퍼로 일하는 무사 세런디피티가 끼고, 이들은 바틀비와 로키의 천국 귀환을 저지하기 위해 힘을 합친다.   
이들이 있는 바에 찾아온 아즈라엘은 골고타에 쌓인 인분으로 만들어진 똥의 악령 골고탄을 소환하지만 밥이 방향제를 뿌려 물리친다. 추기경을 만나 재봉헌 축제를 막으려는 시도가 좌절된 후 제이는 추기경이 골프 내기에서 이기려고 축복을 내려두었던 골프채를 훔친다. 다시 아즈라엘과 대치하게 되자 베서니는 바의 싱크대를 축복하여 싱크대 물을 성수로 만들고 스틱스 세 쌍둥이는 이 성수에 당해 끝장이 난다. 아즈라엘은 밥이 휘두른 추기경의 골프채에 맞아 최후를 맞이한다.   
성당에 당도한 베서니 일행은 세계 멸망에 일조할 생각은 전혀 없던 로키와 달리 인간에게는 자유의지를 주었으면서 천사들에게는 무조건적인 복종만을 원하는 하느님에 대한 원한이 매우 깊었던 바틀비가 추기경, 교구민들, 행인들을 전부 죽여버린 처참한 광경을 목도하는데...   

## 출연
- 벤 애플렉 - 바틀비 역
- 맷 데이먼 - 로키 역
- 린다 피오렌티노 - 베서니 슬론 역
- 살마 하예크 - 세런디피티 역
- 제이슨 리 - 아즈라엘 역
- 제이슨 뮤스 - 제이 역
- 케빈 스미스 - 사일런트 밥 역
- 앨런 리크먼 - 메타트론 역
- 크리스 록 - 루푸스 역
- 조지 칼린 - 이그네이셔스 글릭 추기경 역
- 버드 코트 - 존 도 저지/하느님 역
- 얼래니스 모리셋 - 하느님 역
- 저닌 거로펄로 - 리즈 역
- 베티 애벌린 - 수녀 역

## 반응

### 평가
영화는 대체로 좋은 평을 받았다. 로튼토마토에서는 67%를 받았다.

### 수상 및 후보
| 상                              | 부문                            | 후보        | 결과 |
| ------------------------------- | ------------------------------- | ----------- | ---- |
| 인디펜던트 스피릿 어워드        | 각본상                          | 케빈 스미스 | 후보 |
| 라스베이거스 영화 비평가 협회상 | 각본상                          | 케빈 스미스 | 후보 |
| 골든 라즈베리상                 | 최악의 여우주연상               | 살마 하예크 | 후보 |
| 새틀라이트상                    | 가곡상                          | "Still"     | 후보 |
| 새틀라이트상                    | 남우조연상 (뮤지컬·코미디 부문) | 앨런 리크먼 | 후보 |